# Sports Car Classic
Das Sports Car Classic ist ein Sportwagenrennen auf dem Raceway at Belle Isle in Detroit, Michigan  in den USA. Das Rennen, welches bedingt durch Sponsorenverträge zurzeit als Chevrolet Sports Car Classic presented by the Metro Detroit Chevy Dealers ausgetragen wird, ist aktuell im Rennkalender der United SportsCar Championship. Es findet als Rahmenrennen des Detroit Grand Prix statt.

## Geschichte
Zur Zeit der Formel-1- und CART-Rennen in Detroit von 1984 bis 2001 gab es im Rahmenprogramm in jedem Jahr ein Rennen der Trans-Am-Serie. Nachdem die IndyCar Series den Detroit Grand Prix im Jahr 2007 wieder aufleben ließ, kamen die Sportwagen nach Detroit. Die American Le Mans Series fuhr in den Jahren 2007 und 2008 jeweils ein 2:45 Stunden, wobei in beiden Jahren der Gesamtsieg nicht an ein Fahrzeug der Topklasse LMP1 ging, sondern jeweils ein LMP2-Fahrzeug gewinnen konnte. Dies lag hauptsächlich an dem sehr engen Streckenlayout in diesen Jahren, welches den wendigeren, kleineren Prototypen entgegenkamen. 
Da der Detroit Grand Prix ab 2009 nicht mehr ausgetragen wurde, konnte auch die American Le Mans Series nicht mehr in Detroit antreten. Erst 2012 wurden wieder Rennen auf der Belle Isle ausgetragen, doch diesmal kam die Rolex Sports Car Series in das Rahmenprogramm. In den Jahren 2012 und 2013 fuhr die Serie jeweils ein 2-Stunden-Rennen. Dabei wurde im zweiten Jahr wieder auf das schnellere Streckenlayout aus Zeiten der CART-Meisterschaft gewechselt.
Da die Grand-Am mit der ALMS im Jahr 2014 zur United SportsCar Championship fusionierte, trat die neue Serie im kommenden Jahr an. Die Renndistanz wurde auf 1:40 Stunden gekürzt und von den vier Klassen der Serie traten nur die Prototype Class und die GT Daytona Class an.

## Ergebnisse
- Gesamtsieger in fett dargestellt

| Saison                        | Rennname                                                                  | Distanz      | Klasse | Fahrer                              | Team                      | Fahrzeug                |
| ----------------------------- | ------------------------------------------------------------------------- | ------------ | ------ | ----------------------------------- | ------------------------- | ----------------------- |
| American Le Mans Series       |                                                                           |              |        |                                     |                           |                         |
| 2007                          | Detroit Sports Car Challenge presented by Bosch                           | 2:45 Stunden | LMP1   | Emanuele Pirro Marco Werner         | Audi Sport North America  | Audi R10 TDI            |
| 2007                          | Detroit Sports Car Challenge presented by Bosch                           | 2:45 Stunden | LMP2   | Timo Bernhard Romain Dumas          | Penske Racing             | Porsche RS Spyder       |
| 2007                          | Detroit Sports Car Challenge presented by Bosch                           | 2:45 Stunden | GT1    | Johnny O’Connell Jan Magnussen      | Corvette Racing           | Chevrolet Corvette C6.R |
| 2007                          | Detroit Sports Car Challenge presented by Bosch                           | 2:45 Stunden | GT2    | Mika Salo Jaime Melo                | Risi Competizione         | Ferrari F430 GT         |
| 2008                          | Detroit Sports Car Challenge presented by Bosch                           | 2:45 Stunden | LMP1   | Clint Field Jon Field Richard Berry | Intersport Racing         | Lola B06/10 / AER       |
| 2008                          | Detroit Sports Car Challenge presented by Bosch                           | 2:45 Stunden | LMP2   | Franck Montagny James Rossiter      | Andretti Green Racing     | Acura ARX-01b           |
| 2008                          | Detroit Sports Car Challenge presented by Bosch                           | 2:45 Stunden | GT1    | Oliver Gavin Olivier Beretta        | Corvette Racing           | Chevrolet Corvette C6.R |
| 2008                          | Detroit Sports Car Challenge presented by Bosch                           | 2:45 Stunden | GT2    | Wolf Henzler Jörg Bergmeister       | Flying Lizard Motorsports | Porsche 997 GT3-RSR     |
| Grand-Am Sports Car Series    |                                                                           |              |        |                                     |                           |                         |
| 2012                          | Chevrolet Grand-Am Detroit 200                                            | 2 Stunden    | DP     | João Barbosa Darren Law             | Action Express Racing     | Corvette DP             |
| 2012                          | Chevrolet Grand-Am Detroit 200                                            | 2 Stunden    | GT     | Paul Edwards Jordan Taylor          | Autohaus Motorsports      | Chevrolet Camaro GT.R   |
| 2013                          | Chevrolet Grand-Am Detroit 200                                            | 2 Stunden    | DP     | Jordan Taylor Max Angelelli         | Wayne Taylor Racing       | Corvette DP             |
| 2013                          | Chevrolet Grand-Am Detroit 200                                            | 2 Stunden    | GT     | John Edwards Robin Liddell          | Stevenson Motorsports     | Chevrolet Camaro GT.R   |
| 2013                          | Chevrolet Grand-Am Detroit 200                                            | 2 Stunden    | GX     | Joel Miller Tristan Nunez           | Speedsource               | Mazda 6 GX              |
| United SportsCar Championship |                                                                           |              |        |                                     |                           |                         |
| 2014                          | Chevrolet Sports Car Classic presented by the Metro Detroit Chevy Dealers | 1:40 Stunden | P      | Jordan Taylor Ricky Taylor          | Wayne Taylor Racing       | Corvette DP             |
| 2014                          | Chevrolet Sports Car Classic presented by the Metro Detroit Chevy Dealers | 1:40 Stunden | GTD    | Alessandro Balzan Jeff Westphal     | Scuderia Corsa            | Ferrari 458 Italia      |